# به مناسبت یک‌صدمین سالگرد تولد ابوالحسن صبا
 به مناسبت یک صدمین سالگرد تولد ابوالحسن صبا نام یک آلبوم موسیقی اثر ابوالحسن صبا، هنرمند ایرانی است که در سبک سنتی تهیه شده و دارای ۸ آهنگ است.

## فهرست آهنگ‌ها
| ردیف | آهنگ                 |
| ۱    | ویولن، آواز ابوعطا   |
| ۲    | ویولن، ضربی ترک      |
| ۳    | ویولن، آواز بیات ترک |
| ۴    | سه تار، شور          |
| ۵    | سه تار، گرایلی       |
| ۶    | سه تار، نوا          |
| ۷    | سه تار، چهارگاه      |
| ۸    | سه تار، اصفهان       |